# آروی پلیکان
آروی پلیکان (به انگلیسی: RV Pelican) یک کشتی است که طول آن ۱۱۶ فوت ۴ اینچ (۳۵٫۴۶ متر) می‌باشد. این کشتی در سال ۱۹۸۵ ساخته شد.